# 升喜
株式会社升喜（ますき）は、東京都中央区に本社を置く酒類食料品の卸売業を行う企業である。

## 会社概要
首都圏を中心に活動する酒類食品の総合卸売業の会社である。主な業務は小売店に対するリテール・サポートや経営コンサルタント。毎年　「升喜商品展示会」を行っている。

## 創業沿革
- 1875年（明治8年） - 創業。当時は醤油問屋であった。
- 1941年（昭和16年）12月12日 - 株式会社升喜商店設立。
- 1964年（昭和39年） - 社名を株式会社升喜に変更。
- 1992年（平成4年） - 本社ビルを現在地に移転。

## 本社所在地
- 東京都中央区日本橋箱崎町43-11

## 各事業所
- 中央支店：東京都江東区越中島1-1-1　（株）ヤマタネ600号倉庫内
- 南関東支店：東京都国分寺市西恋ヶ窪2-2-5　西国分寺JRT3ビル　3F
- 埼玉支店：埼玉県上尾市宮本町7-16 河野ビル
- 越中島物流センター：東京都江東区越中島1-1-1　（株）ヤマタネ600号倉庫内
- 東京ギフトセンター：東京都葛飾区東金町7-29-4
- 神奈川物流センター：神奈川県海老名市本郷字五反田1718-1
- 埼玉物流センター：埼玉県上尾市上尾下926
- オペレーションセンター：東京都中央区日本橋箱崎町43-11

## 社名由来
創業者の升本喜三郎の「升」と「喜」をとって付けられた。

## 事業内容
- 酒類食品総合卸売業 清酒、焼酎（甲類、乙類）、ワイン、ウイスキー、リキュール、ビール、清涼飲料水、その他食品

## 業績
- 売上高構成：酒類（和洋酒、ビール）92.6%、その他7.4%（平成28年3月実績）
- 資本金：1億円
- 売上高：382.06億円（平成28年3月実績）
- 従業員数：123名（平成28年3月時点）

## 代表者
- 代表取締役社長：升本正

## 得意先
- 百貨店 - 三越伊勢丹、小田急百貨店、京急百貨店、東武百貨店など。
- スーパーマーケット - 東武ストア、京王ストア、小田急OX、ヤオコーなど。
- コンビニエンスストア - サークルKサンクス
- ドラッグストア - クリエイトエス・ディ、ぱぱす　など。
- 一般酒販店
- 業務用酒販店
- 通販 - ベルーナ、えきねっとなど。
- その他 - ドン・キホーテ、メトロキャッシュ・アンド・キャリー・ジャパン、キャメル珈琲など。

## 関連会社
- 株式会社丸升商店（空容器回収業）
- 株式会社三基ロジスティクス（運輸業）
- アプレブ・トレーディング株式会社（輸入代理業）